# سازمان توسعه صنعتی ملل متحد
یونیدو یا سازمان توسعه صنعتی ملل متحد (به انگلیسی: The United Nations Industrial Development Organization (UNIDO)) یک سازمان تخصصی سازمان ملل متحد است که مقر آن در وین است. هدف اصلی این سازمان ارتقاء و تسریع توسعه صنعتی در کشورهای در حال توسعه یا اقتصادهای در حال گذار و توسعه روابط صنعتی بین‌المللی است.

## تاریخچه
سازمان ملل متحد که پس از جنگ جهانی دوم شکل گرفت دارای چندین سازمان و اتحادیه تخصصی و مستقل است که هریک وظایفی را بر عهده دارند.
زمانی که سازمان ملل متحد به وجود آمد، خبری و اثری از مؤسسات و سازمان‌های تخصصی وابسته به این سازمان دیده نمی‌شد، و به مرور زمان وقتی که سازمان ملل با شرایط جدیدی مواجه گردید، ضرورت شکل‌گیری مؤسسات تخصصی هم بیش از پیش احساس شد. به همین دلیل، سازمان‌ها و مؤسسات جدیدی پا به عرصهُ وجود نهاده و فعالیت خود را آغاز کردند. از جمله مؤسسات تخصصی سازمان ملل متحد، سازمان توسعهُ صنعتی ملل متحد (یونیدو) است.
یونیدو از سازمان‌های تخصصی سازمان ملل متحد است که چند دههُ پیش به وجود آمد، زیرا زمانی که مساُله تشکیل سازمان ملل در بحبوحهُ جنگ جهانی دوم مطرح بود و حتی پس از پایان جنگ که تلاش وسیعی برای تاُسیس سازمانی جهانی و فراگیری برای حفظ صلح جهانی آغاز شده بود، توجه چندانی به مساُلهٔ صنعتی شدن کشورهای در حال توسعه یا جهان سوم نمی‌شد، دلیل آن نیز حضور قدرتمندانه کشورهای استعماری در این مناطق بود که عمدتاً در جنگ هم به پیروزی رسیده بودند؛ ولی جنگ دوم زمینه‌ساز سقوط استعمارگران و آغاز جنگ‌های آزادی‌بخش در تمام سرزمین‌های تحت سلطه گردید و موجب استقلال کشورهایی شد که برخی از آن‌ها حتی قبلاً سرزمین و کشور مستقل نبودند. این کشورها پس از آنکه پا به عرصهُ وجود گذاشتند با مشکلات بسیاری در زمینه‌های سیاسی و اقتصادی دست به گریبان بودند؛ لذا با افزایش تعداد کشورهای استقلال یافته، سازمان ملل هم در صدد تجدید نظر در برخی سیاست‌های خود برآمد و فعالیت‌هایی در جهت ارائه کمک‌های صنعتی انجام داد که از جملهُ آن‌ها می‌توان به یونیدو اشاره کرد.

### - خاستگاه یونیدو

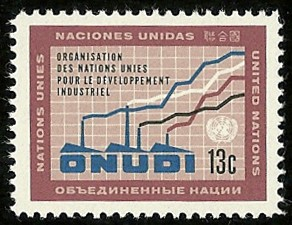
ONUDI in French and Spanish

خاستگاه سازمان توسعه صنعتی ملل متحد می‌تواند متأثر از مجموعه مطالعات بر روی برنامهٔ صنعتی سازی سریع کشورهای در حال توسعه باشد که دبیرخانه سازمان ملل متحد، براساس درخواست شورای اجتماعی و اقتصادی ملل متحد در طول اوایل سال ۱۹۵۰ انجام داده‌است. این مطالعات روی برنامه کاربر روی صنعتی‌سازی و بهره‌وری که توسط دبیرخانه عمومی ملل متحد فراهم شده بودو در سال بعد توسط (اکوسوک) و مجمع عمومی امضا شد، به اوج خود می‌رسد. در آن زمان ابتدا پیشنهاد شد که یک بدنه اختصاصی برای مواجهه با مشکلات صنعتی سازی، تأسیس شود که نهادهای سیاسی می‌توانستند به اکوسو و مجمع عمومی برای بررسی دقیق سؤالات، کمک کنند؛ و دبیرخانه می‌توانست کار را بیشتر از بخش صنعتی موجود در دفتر امور اقتصادی را در داخل دبیرخانه انجام دهد. بخش صنعتی دبیرخانه در سال ۱۹۵۹ تبدیل به یک شعبه و در سال ۱۹۶۲ تبدیل به مرکز توسعه صنعتی شد که توسط عضو کمیسیون توسعه صنعتی رهبری می‌شد.

### تأسیس
به عنوان اولین فعالیت‌ها در جهت ارائه کمک‌های صنعتی، می‌توان برنامه سازمان ملل متحد در مورد کمک‌های صنعتی (برنامهٔ سازمان ملل متحد برای کمک‌های توسعه سال ۱۹۴۸، در سال۱۹۵۰ گسترش پیدا کرد)، صندوق مخصوص سازمان ملل متحد(۱۹۵۸)، کمیته برای توسعه صنعتی که در سال ۱۹۶۰توسط شورای اقتصادی و اجتماعی سازمان ملل متحد تأسیس شد، بالاُخره "مرکز توسعه صنعتی " را نام برد. هدف مرکز توسعه صنعتی هماهنگی فعالیت‌های مربوط به صنعتی-سیاسی در داخل سازمان ملل متحد بود. بعد از اینکه خواست کشورهای در حال توسعه در شورای اقتصادی و اجتماعی مطرح شد، بر اساس قطعنامه سال ۱۹۶۶ مجمع عمومی سازمان ملل متحد، سازمان تخصصی یونیدو (سازمان توسعه صنعتی) تأسیس گردید. از این جهت "یونیدو" به مفهوم حقوق بین‌الملل یک سازمان تخصصی مستقل نیست ولی روی هم رفته خصوصیات چنین سازمانی را دارا است.
این سازمان در ژانویه ۱۹۶۷ به صورت یک مؤسسه خودمختار در داخل تشکیلات سازمان ملل به وجود آمد تا به صنعتی شدن کشورهای ذر حال توسعه کمک کرده، آهنگ رشد آن‌ها را تسریع کند. ایجاد هماهنگی میان کارگزاری‌های سازمان ملل در زمینه توسعه به «یونیدو» واگذار گردید. در ۱۹۸۲ حدود ۱۵۱ کشور عضویت این سازمان را دارا بودند. مقر یونیدو در شهر وین پایتخت اتریش است.

## - تبدیل به نهاد مستقل ملل متحد
در ادامه این امر، طرح‌های پیشنهادی برای رسمی‌تر سازی توسعه صنعتی در ارتباط با موضوعاتی د داخل سازمان ملل متحد، توسط گروه صنایع گوناگون و نهادهای میان سازمانی مورد بررسی قرار گرفتند. متعاقباً مجمع عمومی سازمان ملل در نوامبر ۱۹۶۶ یونیدو را به عنوان ی نهاد اختصاصی سازمان ملل، ایجاد نمود. در ژانویهٔ ۱۹۶۷ این سازمان به‌طور رسمی به همراه مقر آن در شهر وین اتریش، تأسیس گردید. در مقایسه با مرکز توسعه صنعتی، سازمان یونیدو مصمم بود تا کارها و وظایف متصدی پیشین خود را وسعت بخشد.
در کنار فعالیت‌های اصولی و قانونی، از قبیل ایفای نقش کردن به عنوان محکمه‌ای برای مباحثه، عملکرد تحلیلی و اشاعهٔ اطلاعات، یونیدو در فعالیت‌های اجرایی، آی ای (مهندسی صنعتی) در فعالیت‌های هماهنگی فنی شرکت دارد.
- تبدیل شدن به آژانس تخصصی:
تأسیس یونیدو به عنوان ی نهاد اختصاصی، به‌هرحال راه حلی برای مصالحه بوده‌است. برای اولین مثال، کشورهای در حال توسعه ایدهٔ آژانس تخصصی را به همراه هیئت محاکمهٔ تصمیم‌گیری سیاسی برای خود و نیز خودمختاری در مسایل مربوط به بودجه، ترفیع دادند. همین موضع توسط چند گروه تجربه عالی‌رتبه و کمیته‌های میان دولتی در طول سال‌های متوالی، مورد دفاع قرار گرفت. در مفاد مصوبهٔ اظهارنامه و برنامهٔ کاری مجمع عادی، مربوط به ایجاد یک دستور جدید اقتصادی بین‌المللی و نیز اساسنامه حقوق و وظایف اقتصادی، دومین کنفرانس عمومی سازمان یونیدو، در سال ۱۹۷۵ در شهر لیمای کشور پرو، مصوبهٔ لیما در رابطه با همکاری و توسعهٔ صنعتی را منعقد کرد.
برای اولین بار اهداف توسعه صنعتی کمیتی بین‌المللی یافتند. اهداف لیما پیش‌بینی می‌کرد که کشورهای در حال توسعه در سال ۲۰۰۰، ۲۵٪ سهام تولیدات صنعتی جهانی را بدست بیاورند. همچون بخشی از آرایش سازمانی برنامه کاری لیما. با عقیده به کمک‌رسانی به تأسیس یک دستورالعمل جدید اقتصادی بین‌المللی، به انجمن عمومی پیشنهاد شد تا یونیدو به یک آژانس تخصصی تبدیل گردد.
کمیتهٔ میان دولتی، پیش‌نویسی از اساس‌نامه را که در سال ۱۹۷۹ در شهر وین اتخاذ شده بود، فراهم کرد. به‌هرحال ایرادات و تردیدات کشورهای صنعتی راجع به لزوم تشکیل آژانس اختصاصی به به تأخیر افتادن فرایند انعقاد کمک کرد. براساس اطمینان ساز از اینکه سازمان جدید می‌بایستی با اعضای خود که اساساً شامل تمام ایالات عمده می‌شود شروع کند، مجمع عمومی توسط قطع نامهٔ اتخاذ شده در سال ۱۹۸۲ و ۱۹۸۴ که بر اساس مجموعه‌ای از رایزنی‌های رسمی در میان چشم‌انداز کشورهای عضو که در نهایت به سوی توافق نامهٔ عمومی مربوط به سازمان جدید یونیدو است، می‌بایستی شروع به کار کند.
تمامی ملزومات رسمی ضروری در ماه دسامبر سال ۱۹۸۵ عملی شد و بالاخره یونیدو شانزدهمین آژانس اختصاصی سازمان ملل به همراه مقر آن در شهر وین گردید.
- بحران و بازسازی در طول دهه ۱۹۹۰:
در سال‌ها مابعد یونیدو فعالیت‌های اجرایی خود را منحصراً و به‌طور مداوم توسعه بخشید. اما برخی پیشروی‌ها در داخل و خارج سازمان به سمت بحرانی هدایت شدند که در زمانی‌که (سال ۱۹۹۷) یونیدو با خطر بسته شدن مواجه شد، به نقطهٔ شکست رسید. پس از پایان جنگ سرد و پیروزی مکانیرم اقتصادی بازار بر مکانیزم اقتصاد دستوری و در سایهٔ اجماع عمومی واشینگتن که نقش سیاست‌ها صنعتی را در فرایند توسعهٔ اقتصادی محدود می‌کرد، برخی ایالات عضو احساس کردند که توسعهٔ صنعتی می‌تواند توسط بخش خصوصی، بسیار بهتر و مؤثر تر حمایت گردد. در نتیجه، کانادا، ایالات متحده (بزرگترین حامی یونیدو) و استرالیا متعاقباً از این سازمان در میان سال‌های ۱۹۹۳ تا ۱۹۹۷ عقب‌نشینی کردند. ضمناً کندسازی مداوم در اقتصادهای برخی کشورهای صنعتی مهم، و نیز آشفتگی مالی سال ۱۹۹۷ تحت عنوان بحران مالی آسیا، منجر به زوال توسعهٔ همکاری چندجانبه گشت. علاوه بر این، ساختار مدیریتی ضعیف و عدم تمرکز و یکپارچگی فعالیت‌های یونیدو، به بدتر کردن بحران کمک کرد.
کشورهای عضو یونیدو از طریق اتخاذ یک برنامهٔ کاری محکم در مورد نقش و کارکردهای آیندهٔ سازمان در تاریخ ژوین سال ۱۹۹۷، واکنش نشان دادند. فعالیت‌های مشخص شده در برنامه کاری، بر مزیت نسبی مشخصی از بونیدو در هنگام ایجاد هم پوشی و نسخه برداری به همراه سایر نهادهای چندجانبه، مبتنی است. موضوع کلیدی این بود که فعالیت‌ها می‌بایستی در بسته‌ای از خدمات ادغام شوند. بعبارتی دیگر بر یک پایهٔ خودکفا استوار شوند. این سازمان در طول این سال‌ها، اصولاً خود را بر اساس برنامهٔ کاری و ساده و مؤثر کردن خدمات خود، سرمایه مالی و انسانی و نیز فرایند درونی، اصلاح می‌کند.
- نقش پس از اصلاحات:
با اتکا بر امور مالی سالم و در موج دوم اصلاحات برنامه‌ای در سال ۲۰۰۴، یونیدو همچنین بر فعالیت‌ها و خدمات فنی خود به‌طور مستقیم تمرکز می‌کند تا به اولویت‌های توسعهٔ بین‌المللی واکنش نشان دهد. در یک ارزیابی مستقل ۲۳ سازمان بین‌المللی برخلاف شمار زیادی از معیارها، یونیدو ششمین سازمان برتر به‌طور کلی و بهترین در گروه آژانس‌های اختصاصی، ارزیابی شد. طبق ملاحظات گفتمان بازسازی اخیر ملل متحد، قابل مشاهده است که یونیدو به بهینگی هزینه و ارتباط سیستم گستردهٔ ملل متحد، به‌طور فعال کمک می‌کند.

### مدیران اجرایی یونیدو
(۱۹۷۴–۱۹۶۷) ابراهیم هلمی عبدالرحمن (مصر)
(۱۹۸۵–۱۹۷۵) عبدالرحمن خان (نیجریه)

### مدیران کل یونیدو
(۱۹۹۲–۱۹۸۵) دامینگو سیازن جونیور (فیلیپین)
(۱۹۹۷–۱۹۹۳) موریسیو د ماریا کامپوس (مکزیک)
(۲۰۰۵–۱۹۹۸) کارلوس آلفردو ماگارینوس (آرژانتین)
(2006-June ۲۰۱۳) کاندا یامکلا (آفریقا)
(July 2013-) لی یانگ (چین)

## چشم‌انداز فعلی
سازمان یونیدو معتقد است که صنعت رقابتی و زیست‌محیطی قابل قبول دارای نقشی بسیار اساسی در تسریع رشد اقتصادی، ریشه کن کردن فقر و دستیابی به اهداف توسعه‌ای هزاره است. این سازمان به منظور بهبود کیفیت زندگی فقرای جهان، از طریق نزدیک شدن به ترکیبی از خبرگی و ابتکار جهانی با دنبال کردن ۳ ناحیه موضوعی وابسته به هم، کار می‌کند:
الف) از بین بردن فقر به واسطه فعالیت‌های مولد
ب) ظرفیت تجاری
ج) انرژی و محیط زیست
فعالیت در این حوزه‌ها دقیقاً هم طراز با تقدم دههٔ رایج توسعه ملل متحد است و به اعلامیه‌های چندجانبه مربوط می‌شود و در اعلامیه‌های بلندمدت بصیرت، برنامه‌های کاری و چارچوب‌های برنامه‌ای میان دوره‌ای سازمان یونیدو، انعکاس می‌یابد.
در راستای نیل به این مقصود، یونیدو:
- یاری رساندن به کشورهای در حال توسعه در قالب برنامه‌ها و سیاست‌هایی با فرمولاسیون توسعه ای، نهادی، علمی و تکنولوژیکی در حوزه توسعه صنعتی.
- تحلیل تمایل‌ها، انتشار اطلاعات و هماهنگ‌کردن فعالیت‌ها در راستای توسعه صنعتی.
- واکنش نشان دادن به عنوان محکمه‌ای برای رایزنی‌ها و مذاکرات مستقیم برای صنعتی‌سازی کشورهای در حال توسعه.
- فراهم کردن همکاری فنی در کشورهای در حال توسعه برای اجرای برنامه‌های توسعه‌ای آن‌ها در جهت دستیابی به صنعتی‌سازی قابل قبول در بخش‌های عمومی، تعاونی و خصوصی آنها.
بنابراین سازمان یونیدو به همراه دولت‌ها، انجمن‌های کسب و کار و شرکت‌های خصوصی، به صورت گسترده در کشورهای در حال توسعه، کار و ایفای نقش می‌کند. واحد خدمات این سازمان شامل: حاکمیت صنعتی و آمار، سرمایه‌گذاری و بهبود تکنولوژی، رقابت‌پذیری صنعتی و تجاری، توسعه بخش خصوصی، صنعت آگرو، انرژی قابل قبول و تغییرات آب و هوایی، پروتکل مونترال و مدیریت زیست‌محیطی است.
سازمان یونیدو تحن عنوان برنامه ملل متحد در سال ۱۹۶۶ تأسیس شد و مقر آن هم در شهر وین اتریش بود. سپس در سال ۱۹۸۵ به آژانس اختصاصی ملل متحد تبدیل گشت.
در سال ۲۰۰۴، سازمان یونیدو برنامه پیک خوش نیت یونیدو را تأسیس نمود.
در سال ۲۰۰۹، سازمان یونیدو نشریهٔ گل سرسبدش را با عنوان "ساخت صنعت برای توسعه بایگانی‌شده  در ۹ نوامبر ۲۰۲۰ توسط Wayback Machine" را ایجاد نمود.
تا تاریخ ژانویه ۲۰۱۷، ۱۶۸ ایالت در یونیدو عضو بوده‌اند. این سازمان حدود ۶۷۰ کارمند در مقرها و حوزه‌های نمایندگی اش در حدود ۸۰ کشور، استخدام کرده و به‌طور سالانه کسانی را که روی عملیات پروژه‌ای در سرتاسر جهان کار می‌کنند را به خدمات حاصل از ۲۸۰۰ کارشناس ملی و بین‌المللی (که تقریباً ۵۰ درصد آن‌ها از کشورهای در حال توسعه می‌باشند)، به هم نزدیک می‌گرداند.
حجم کل تخمین زده شدهٔ عملکرد یونیدو (از سال ۲۰۱۲ تا ۲۰۱۳) ۴۶۰ میلیون یورو است و حجم تحویل همکاری‌های فنی در سال ۲۰۱۲، بالغ بر ۱۸۹٫۲ میلیون دلار است.
مقرهای یونیدو در مرکز بین‌المللی وین (اتریش)، کمپ سازمان ملل متحد که میزبان آژانس بین‌المللی انرژی اتمی نیز هست، دفتر مواد مخدر و جنایات سازمان ملل متحد و کمیسیون مقدماتی سازمان پیمان جامع منع آزمایش سلاح اتمی، قرار دارد.

## تشکیلات و اهداف
هدف یونیدو بر اساس قطعنامهُ تاُسیس آن، گسترش توسعهُ صنعتی در کشورهای عضو است. سازمان یونیدو موضوعیت خود را به گونهٔ زیر توضیح می‌دهد:
- از بین بردن فقر از طریق فعالیت‌های مولد:
به رسم هدایت اولیهٔ رشد اقتصادی و ایجاد اشتغال، بخش خصوصی نقش مرکزی در از بین بردن فقر و دستیابی به اهداف توسعهٔ هزاره را ایفا می‌کند. توسعهٔ صنعتی تحت رهبری بخش خصوصی، سهم عمده‌ای را در ب وقوع پیوستن تغییرات ساختاری موردنیاز ایجاد می‌کند که می‌تواند اقتصادهای کشورهای فقیر را در مسیر رشد اقتصادی قابل قبول قرار دهد؛ بنابراین خدمات سازمان یونیدو بر ایجاد اشتغال و درآمد کافی برای پوشش دادن فقر متمرکز است. (هم‌اکنون این خدمات برای کشورهای در حال توسعه تعبیه شده و از توصیه‌های سیاسی صنعتی تا کارآفرینی و توسعه صنعتی، و از بهبود تکنولوژی و سرمایه‌گذاری تا تدارک انرژی روستایی برای مصارف تولیدی را در بر می‌گیرد)
- ظرفیت‌سازی تجاری:
توانایی فنی کشورهای در حال توسعه در تولید محصولات رقابتی قابل صادر کردن که مطالق با استانداردهای بین‌المللی باشد، کلید مشارکت موفق آن‌ها در تجارت بین‌المللی است. یونیدو یکی از بزرگترین مهیا کنندگان تجارت است، در ارتباط با، خدمات توسعه ای، ارائه دهنده تمرکز و توصیهٔ بی‌طرفانه و همکاری فنی در نواحی رقابت پذیر، مدرنیزه صنعتی و ارتقا بخشیدن، تطبیق با استانداردهای تجارت بین‌المللی، امتحان کردن روش‌ها و روش‌شناسی.
- انرژی و محیط زیست:

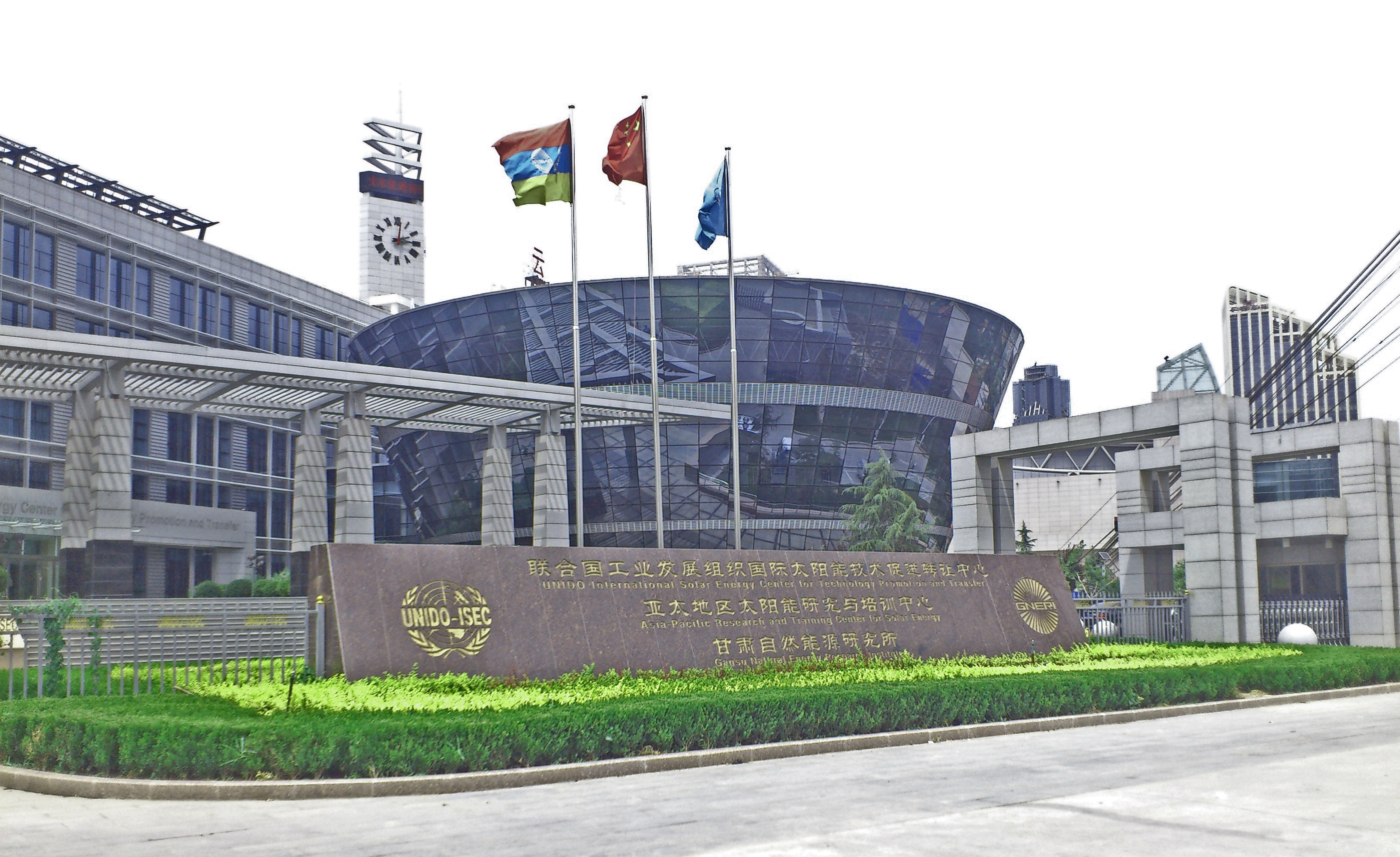
مرکز بین‌المللی انرژی خورشیدی (UNIDO-ISEC) دفتر مرکزی در لانژو، چین

تغییر و تحولات اساسی که تولید و مصرف جوامع را برهم می‌زند، جهت دستیابی به توسعه جهانی قابل قبول و مبارزه با تغییرات آب و هوا، ضروری می‌باشند؛ بنابراین یونیو الگوهای تولید و مصرف صنعتی قابل قبول را ارتقا می‌دهد تا ارتباط بین فرایندهای رشد اقتصادی و تنزل زیست‌محیطی را قطع نماید. یونیدو یک مهیاکنندهٔ پیشتاز خدمات برای بهبود کارایی صنعتی انرژی و ارتقای منابع انرژی تجدیدپذیر است. این سازمان همچنین به کشورهای در حال توسعه در اجرای توافق‌نامه‌های زیست‌محیطی چندجانبه و نیز در رسیدن به اهداف اقتصادی و زیست‌محیطی شان به‌طور هم‌زمان کم می‌نماید.
سازمان یونیدو از اکتبر ۲۰۰۹، محکمهٔ جهانی انرژی تجدیدپذیر را سازماندهی می‌کند.
فعالیت‌های یونیدو به دو صورت مستقل و هماهنگ‌کننده تحقق پیدا می‌کند. فعالیت‌های مستقل سازمان مذکور در جمع‌آوری و ارسال اطلاعات مربوط به تکنولو‍ژی، تشکیلات دادن به امور اداری، ارائه کمک‌های فنی در موارد استفاده از تکنولوژی و بالاُخره تعلیم پرسنل خلاصه می‌شود. یونیدو به عنوان مرکزی هماهنگ‌کننده در وین فعالیت‌های صنعتی سیستم سازمان ملل متحد را انجام داده، با سایر ارگان‌های سازمان ملل متحد از قبیل آنکتاد و کمیسیون‌های اقتصادی منطقه‌ای همکاری نزدیک دارد.
شورای اداری یکی از ارگان‌های آن است که دارای ۴۵ نفر نماینده است. ارگان تصمیم گیرنده یونیدو و دبیرخانه، از دیگر ارگان‌های سازمان مذکور است. شورا که سالی یک بار تشکیل جلسه می‌دهد، خطوط کلی فعالیت‌های سازمان را تعیین می‌کند، برنامه‌های سازمان را تنظیم کرده، هماهنگی لازم را انجام می‌دهد، فعالیت‌ها را کنترل کرده، و بالاُخره از طریق شورای اقتصادی و اجتماعی سالیانه به مجمع عمومی گزارش می‌دهد.
کنفرانس عمومی با وجود کشورهای در حال توسعه، هنوز به صورت یکی از ارگان‌های دائمی یونیدو در نیامده ولی در اساسنامهُ یونیدو به صورت یک ارگان مخصوص در نظر گرفته شده‌است. اولین کنفرانس عمومی در سال ۱۹۷۱ به درخواست کشورهای در حال توسعه تشکیل شد. در دومین کنفرانس که در سال ۱۹۷۵در لیما برگزار شد، موضوع نظام نوین اقتصاد بین‌المللی مطرح گردید. بالاخره سومین کنفرانس عمومی در سال ۱۹۸۰ در دهلی‌نو تشکیل شد که در آن اختلاف آراء بین کشورهای در حال توسعه و صنعتی مشهود بود. یونیدو در سال‌های ۱۹۷۵ تا ۷۶ تجدید سازمان داده شد. هم‌اکنون مرکز ثقل فعالیت‌های یونیدو عبارت از هماهنگی برنامه‌های صنعتی، مرکزی برای انجام تحقیقات صنعتی و بالاُخره فعالیت‌های مربوط به اجرای برنامه‌های صنعتی است.

## نقش یونیدو در تشکیلات نوین نظام اقتصادی
روند صنعتی کردن کشورهای در حال توسعه در سازمان ملل متحد به عنوان یکی از اهداف اصلی شناخته شده‌است. لزوم این امر وقتی مشهود است که در یابیم جمعیت کشورهای در حال توسعه با بیش از ۷۰ در صد از کل جمعیت جهان فقط ۷ درصد از کل تولیدات صنعتی دنیا را تولید می‌کنند.
سهم بخش‌های صنعتی در تولید ناخالص داخلی در کشورهای صنعتی بین ۳۰ تا۴۰ درصد قرار دارد در حالی که این رقم در اغلب کشورهای در حال توسعه زیر ۱۰ درصد است؛ لذا کشورهای در حال توسعه در نظر دارند که از کنفرانس‌های عمومی یونیدو به عنوان سکویی برای تسریع در روند صنعتی کردن در چارچوب نظام نوین اقتصاد بین‌المللی استفاده نمایند.
در دومین کنفرانس عمومی در لیما در سال۱۹۶۷ بر اساس قطعنامه‌ای تصمیم گرفته شد که سهم کشورهای در حال توسعه در تولیدات کل صنعتی جهان به ۲۵درصد در سال ۲۰۰۰ افزایش داده شود. به‌علاوه در بیانیه لیما خواست‌های دیگری نیز از قبیل حق مصادره شرکت‌های خارجی، تقویت کارتل‌های مواد اولیه و امثالهم به چشم می‌خورد. گذشته از این تصمیم گرفته شد که یک سیستم مشورتی در چارچوب یونیدو بین کشورهای در حال توسعه و صنعتی نیز به وجود آید. بیانیه لیما هرچند دارای ضمانت اجرایی نبود ولی سرعت روابط بین کشورهای صنعتی و کشورهای در حال توسعه را تسریع بخشید.
در سومین کنفرانس عمومی در سال ۱۹۸۰ در دهلی نو، خواست‌های کشورهای در حال توسعه به‌طور کلی از طرف کشورهای صنعتی رد شد. پیشنهاد کشورهای در حال توسعه برای تأسیس صندوقی با سرمایه چندین میلیارد دلار برای تسریع بخشیدن به روند صنعتی کردن با موافقت کشورهای صنعتی مواجه نشد. براساس نظرات کشورهای صنعتی جهت تسریع بخشیدن در روند صنعتی کردن کشورهای در حال توسعه بایستی سیستم گمرکی ترجیحی را بهبود بخشید و به‌علاوه بایستی سازمان یونیدو را به عنوان مرکز هماهنگی‌های صنعتی، تجهیز کرد. در طول سال‌های گذشته ۱۸۰ کشور از طرح‌های همکاری فنی یونیدو استفاده کرده‌اند. ُ